# Amrish Puri

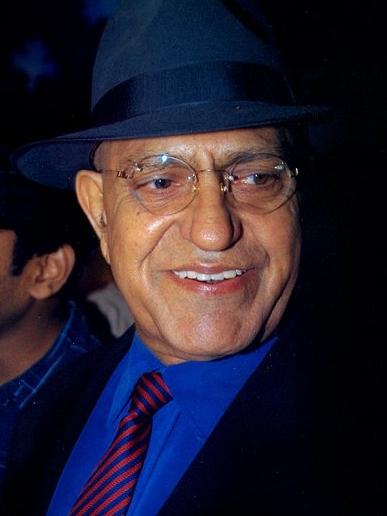
Amrish Puri (2003)

Amrish Puri (Hindi अमरीश पुरी Amrīś Purī; * 22. Juni 1932 in Nawanshahr, Panjab; † 12. Januar 2005 in Mumbai, Maharashtra) war ein indischer Filmschauspieler.

## Leben
Amrish Puri ging auf das BM College in Shimla und zog in den 1950er Jahren nach Mumbai, wo sein älterer Bruder Madan Puri bereits als Schauspieler arbeitete. Er machte 1954 Testaufnahmen beim Film, bekam aber keine Anstellung. Amrish Puri begann stattdessen Theater zu spielen und übernahm Rollen unter anderem in Stücken von Satyadev Dubey. Er spielte bald regelmäßig am Mumbaier Prithvi Theatre. Seine tiefe volltönende Bassstimme war publikumswirksam und Puri nahm Angebote als Sprecher von Radiowerbung an.
Sein Filmdebüt hatte Amrish Puri 1970; er war schon fast 40. Bekannt wurde er mit einer Schurkenrolle in Sunil Dutts Reshma Aur Shera (1971). Mitte der 1970er bis 1980er Jahre, als das künstlerisch ambitionierte indische Parallelkino seinen Höhepunkt hatte, trat Amrish Puri in zahlreichen Nebenrollen als Negativcharakter auf. Seine wichtigsten Filme dieser Zeit sind Regiearbeiten von Shyam Benegal – darunter Nishant, Manthan, Bhumika, Kalyug und Mandi – in denen er an der Seite von Smita Patil, Naseeruddin Shah und Shabana Azmi spielte. Weithin Beachtung fand auch Ardh Satya (1983) von Govind Nihalani, in dem er den Gegenspieler eines von Om Puri gespielten rebellischen Polizisten darstellte.
1984 wurde ihm von einem Hollywood-Studio eine tragende Rolle in einem Steven-Spielberg-Film angeboten: Indiana Jones und der Tempel des Todes, einem Prequel von Spielbergs Erfolgsfilm Jäger des verlorenen Schatzes. Puri spielte darin als Widersacher des von Harrison Ford verkörperten Helden Indiana Jones den Kali-anbetenden, tantrischen Tempelpriester Mola Ram. Da der Film indische Kultur als Teil „des Bösen“ darstellt, erlebte dieser Film keine Kinoveröffentlichung in Indien. Amrish Puri lehnte weitere Rollenangebote ab, da sie ihn in seiner Person als Inder in einem negativen Rollenklischee festlegen wollten.
Die Rolle, die Amrish Puris Karriere nachhaltig prägte, spielte er 1987 – den Schurken Mogambo in Shekhar Kapurs Kinderfilm Mr. India. Sein grollendes Lachen und das aus tiefster Kehle kommende „Mogambo khush hua“ (Das macht Mogambo glücklich.) machten ihn als blutrünstigen Schurken legendär wie es zuvor nur Amjad Khan als Gabbar Singh in Sholay (1975) gelang.
Danach häuften sich die Rollenangebote als Schurke für Amrish Puri. 1995 spielte er jedoch entgegen diesem Rollenklischee einen autoritären Vater in Dilwale Dulhania Le Jayenge. Der Film mit Shahrukh Khan und Kajol in den Hauptrollen wurde der größte Kassenerfolg der 1990er Jahre in Indien. Folglich wurde auch Amrish Puri seitdem in Vaterrollen besetzt, so als Vater für Anil Kapoor in Virasat, Tabu in Chachi 420 und Priyanka Chopra in Zwei Herzen für Rani (Mujhse Shaadi Karogi). Sein letzter Film wurde Kisna von Subhash Ghai. Nach mehr als 250 Filmauftritten starb er im Alter von 72 Jahren an einer Hirnblutung.
Amrish Puri erhielt drei Filmfare Awards als bester Nebendarsteller: für Meri Jung (1985), Ghatak (1996) und Virasat (1997).

## Filmografie (Auswahl)
- 1971: Reshma Aur Shera
- 1975: Nishant
- 1976: Manthan
- 1977: Die Schauspielerin (Bhumika)
- 1978: Die Zauberwurzel (Kondura)
- 1979: Jaani Dushman
- 1980: Kalyug
- 1980: Dostana
- 1982: Shakti
- 1982: Gandhi
- 1982: Vidhaata
- 1983: Mandi
- 1983: Ardh Satya
- 1983: Hero
- 1984: Party
- 1984: Indiana Jones und der Tempel des Todes (Indiana Jones and the Temple of Doom)
- 1987: Mr. India
- 1987: Dance Dance
- 1990: Kishen Kanhaiya
- 1995: Karan Arjun
- 1995: Hulchul
- 1995: Gundaraj
- 1995: Dilwale Dulhania Le Jayenge – Wer zuerst kommt, kriegt die Braut (Dilwale Dulhania Le Jayenge)
- 1996: Kalapani
- 1996: Jeet
- 1997: Glut der Rache – Koyla (Koyla)
- 1997: Pardes
- 1998: Chachi 420
- 1999: Taal
- 1999: Baadshah
- 2000: Badal
- 2000: Denn meine Liebe ist unsterblich (Mohabbatein)
- 2001: Bittersüße Erinnerungen (Yaadein)
- 2001: Chori Chori Chupke Chupke
- 2003: Khushi bedeutet Glück! (Khushi)
- 2003: The Hero: Love Story of a Spy
- 2004: Hulchul – Eine verrückte Lovestory (Hulchul)
- 2005: Kisna – Im Feuer der Liebe (Kisna: The Warrior Poet)